# Kæmpebjørneklo
Kæmpebjørneklo (Heracleum mantegazzianum), ofte skrevet kæmpe-bjørneklo, er en toårig, urteagtig plante. Den kan dog blive flerårig, indtil den får lejlighed til at blomstre. Væksten er kraftig og opret med en hul stængel, der kan være op til 10 cm i diameter. Planten er giftig og fremkalder fotodermatitis, dvs. brandsårsagtige skader, hvor plantesaften rammer huden og derefter bliver belyst af solen.

## Beskrivelse
Kæmpebjørneklo har en stængel med spredte, røde pletter og bærer stive hår. Grundbladene, som dannes det første år, er meget store og dybt indskårne med groft tandede lapper. Blomstringen sker det andet år i juni-juli, og den består af endestillede storskærme med flere linjeformede svøbblade. Storskærmen er bygget op af 50-150 småskærme, der hver har nedadrettede småsvøb. De enkelte blomster er hvide og mere eller mindre uregelmæssige. Frugterne er flade og glatte med en ubehagelig lugt. De spirer meget villigt.

## Udbredelse
Den er naturaliseret overalt i Europa, hvor den invaderer steder med let skygge, vedvarende fugtig jord med et højt indhold af humus og næringsstoffer. Den stammer dog oprindelig fra den nordlige kæde i Kaukasus, hvor den findes i enge, lysninger, skovbryn, skove og ofte langs vandløb. I disse bjerge er der en årlig nedbør på 1.000-2.000 mm og et tempereret, fastlandsklima.
Ved den georgiske landsby Omalo i Tushetidalen, findes den sammen med bl.a. Aquilegia olympica, Dactylorhiza euxina, Echium russicum, engkabbeleje, engnellikerod, hulkravet kodriver, langakset trådspore, Primula luteola og rosenkrave.

## Bekæmpelse af kæmpebjørneklo
Kæmpebjørneklo er i mange lande en indført plante og altså ikke oprindeligt hjemmehørende her. Ofte har planten fået lov til at brede sig uhæmmet og har dannet tætte bevoksninger, som bortskygger alle andre planter. Der er flere muligheder for at bekæmpe den:
- Rodstikning/opgravning.
- Afskæring af blomsterskærmene (en plante kan sætte flere tusinde frø).
- Slåning.
- Jordbehandling.
- Græsning.
- Punktsprøjtning.
- Flydende kvælstof.
- Forsøg har vist, at får meget gerne spiser bjørneklo, og de bruges derfor i bekæmpelsen.